# Орден Кармельської Діви і Святого Лазаря
О́рден Карме́льської Діви і Святого Лазаря (фр. Ordre de Notre-Dame du Mont-Carmel et de Saint-Lazare) — французький військовий орден у 1668—1830 роках. Створений шляхом об'єднання двох орденів: нового Ордену Кармельскої Діви і старого Ордену Святого Лазаря. Надавався особам шляхетного походження за заслуги перед французькою монархією. Великим магістром Ордену був французький король.

## Назва
- О́рден Карме́льської Діви і Святого Лазаря (фр. Ordre de Notre-Dame du Mont-Carmel et de Saint-Lazare) — коротка назва.
- Об'єднаний, королівський, військовий і госпітальєрський орден Кармельської Діви Марії і Святого Лазаря Єрусалимського (фр. Ordre de Notre-Dame du Mont-Carmel et de Saint-Lazare) — коротка назва.

## Опис
Хрест ордена мав два боки: лицьовий із зображенням Діви Марії в медальйоні, та зворотній — із зображенням Святого Лазаря.
Стрічка ордену була пурпуровою, а після 1773 року — зеленою.

## Історія

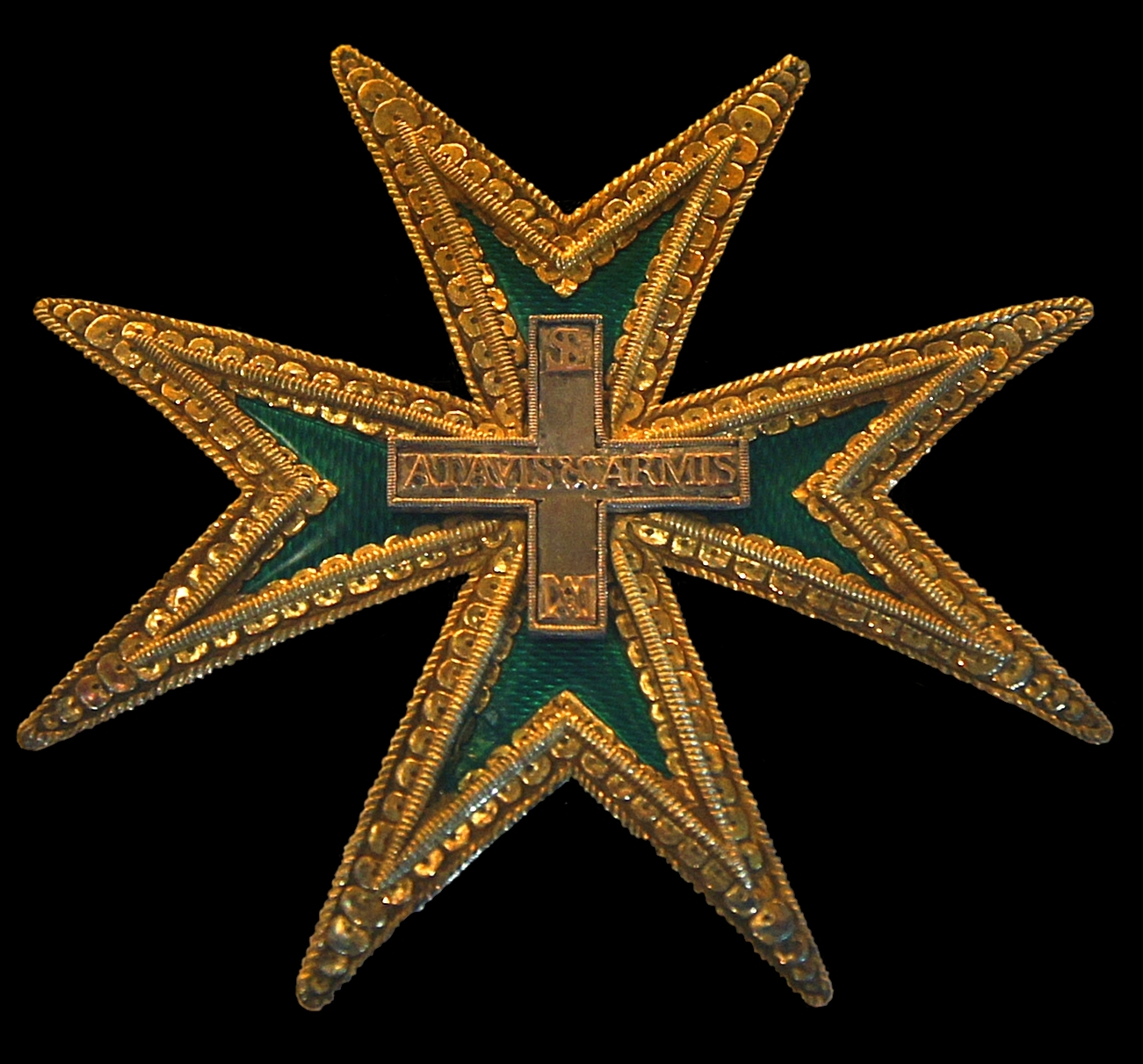
Хрест на мундир

Після Французької революції вручення ордену продовжив король-вигнанець Людовик XVIII. Перебуваючи в Росії у 1798—1801 роках він нагородив ним імператора Павла І; його сина, великого князя Костянтина; президента Колегії закордонних справ Росії, графа Федіра Ростопчина; санкт-петербурзького військового губернатора Петера фон дер Палена та інших.
1814 року, після взяття Парижа і вигнання Наполеона, Людовик XVIII нагородив орденом російського імператора Олександра І.
1830 року орден остаточно скасували після чергової Французької революції.